# Scolochloa
Scolochloa is een geslacht uit de grassenfamilie (Poaceae). De soorten van dit geslacht komen voor in Europa, gematigd Azië en Noord-Amerika.

## Soorten
Van het geslacht zijn de volgende soorten bekend: 
- Scolochloa arundinacea
- Scolochloa donax
- Scolochloa festucacea
- Scolochloa marchica
- Scolochloa spiculosa